# Cattedrale dell'Immacolata Concezione (Sobral)
La cattedrale dell'Immacolata concezione (in lingua portoghese Catedral de Nossa Senhora da Conceição) è la cattedrale della diocesi di Sobral, in Brasile. Si trova nella città di Sobral, nello stato brasiliano di Ceará.

## Storia
Nota anche come "chiesa della cattedrale", ne fu posata la prima pietra il 5 novembre 1778, durante il periodo coloniale nel quale Sobral era già una prosperosa città, nota principalmente come la "chiesa madre della Caiçara" e che coincide con il popolamento di Sobral.

## Architettura
La facciata è costituita da un corpo centrale, sormontato al centro da una croce e fiancheggiato da due torri laterali.
Mescola elementi di stile tardo-barocco (o rococò) con elementi decorativi come movimento ondulatorio nelle cornici, i frontoni alti, elementi in rilievo scolpiti e corone con bulbi delle torri. Senza portico nel frontespizio, la costruzione ha rifiniture con elementi in pietra di lioz lavorata, proveniente dal Portogallo.
L'interno è costituito da tre navate.
Alla creazione della diocesi di Sobral (1915) ottenne il rango di cattedrale.

## Galleria d'immagini

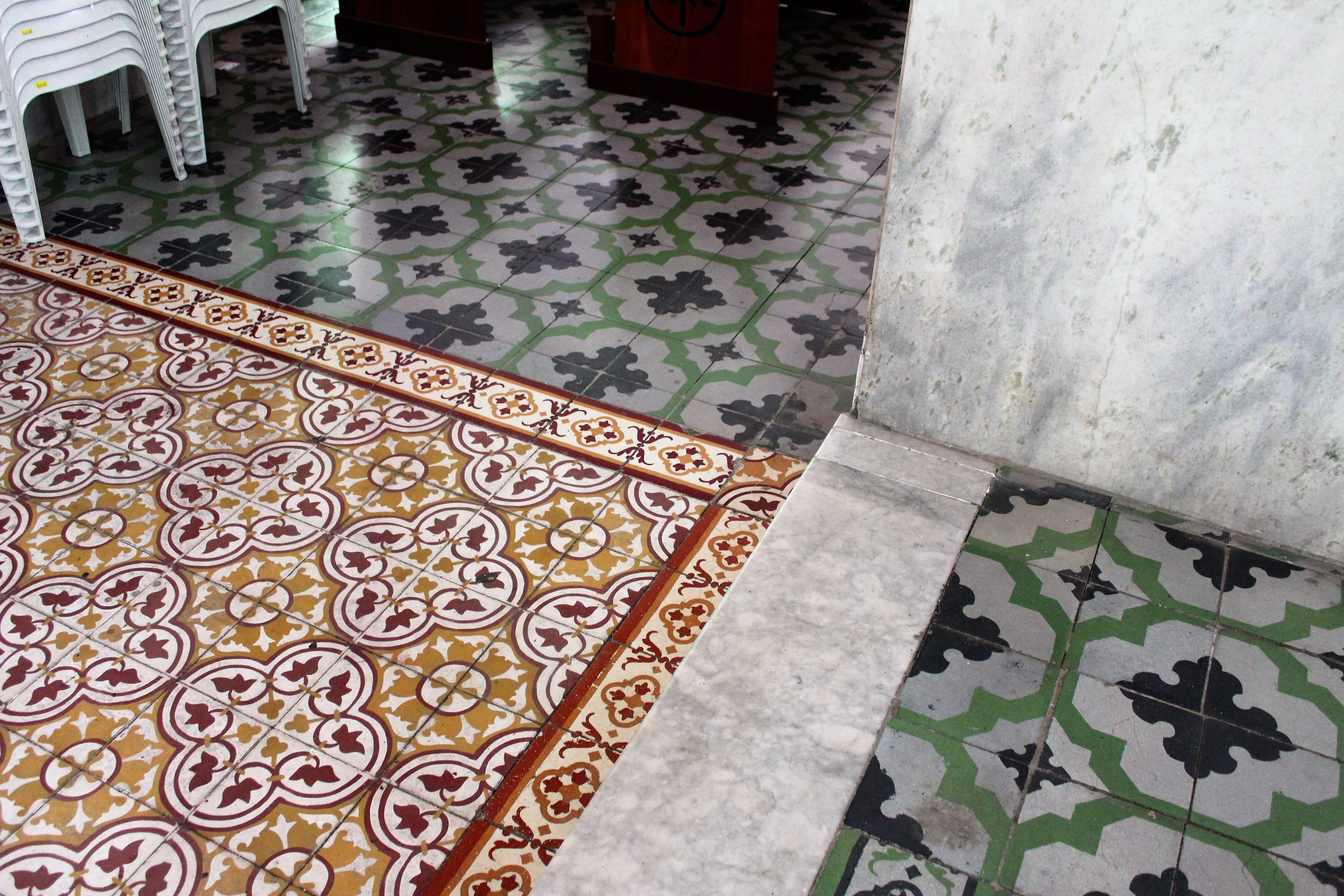
Dettagli preservati del piano ornamentale in mosaico
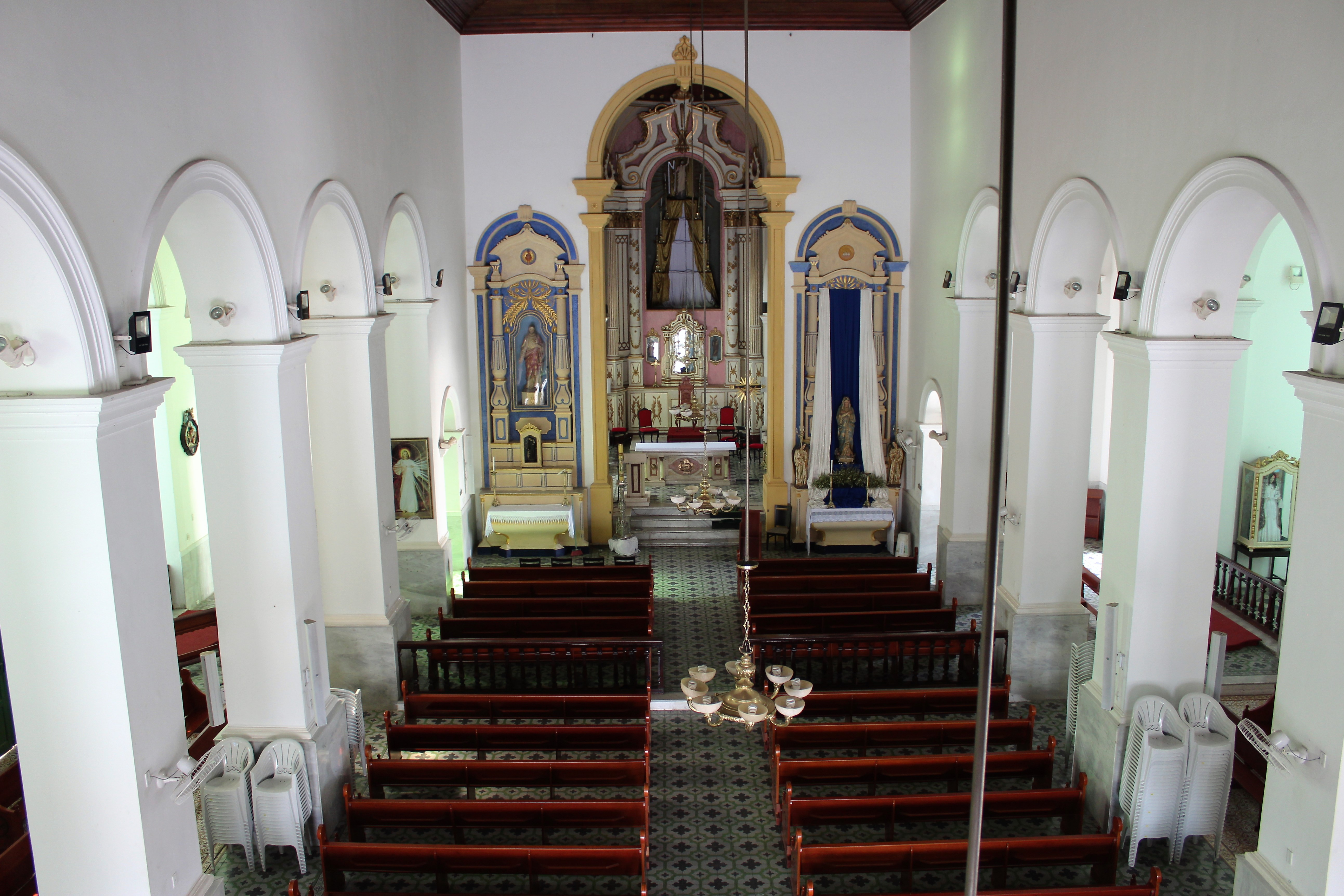
Vista dell'altar maggiore
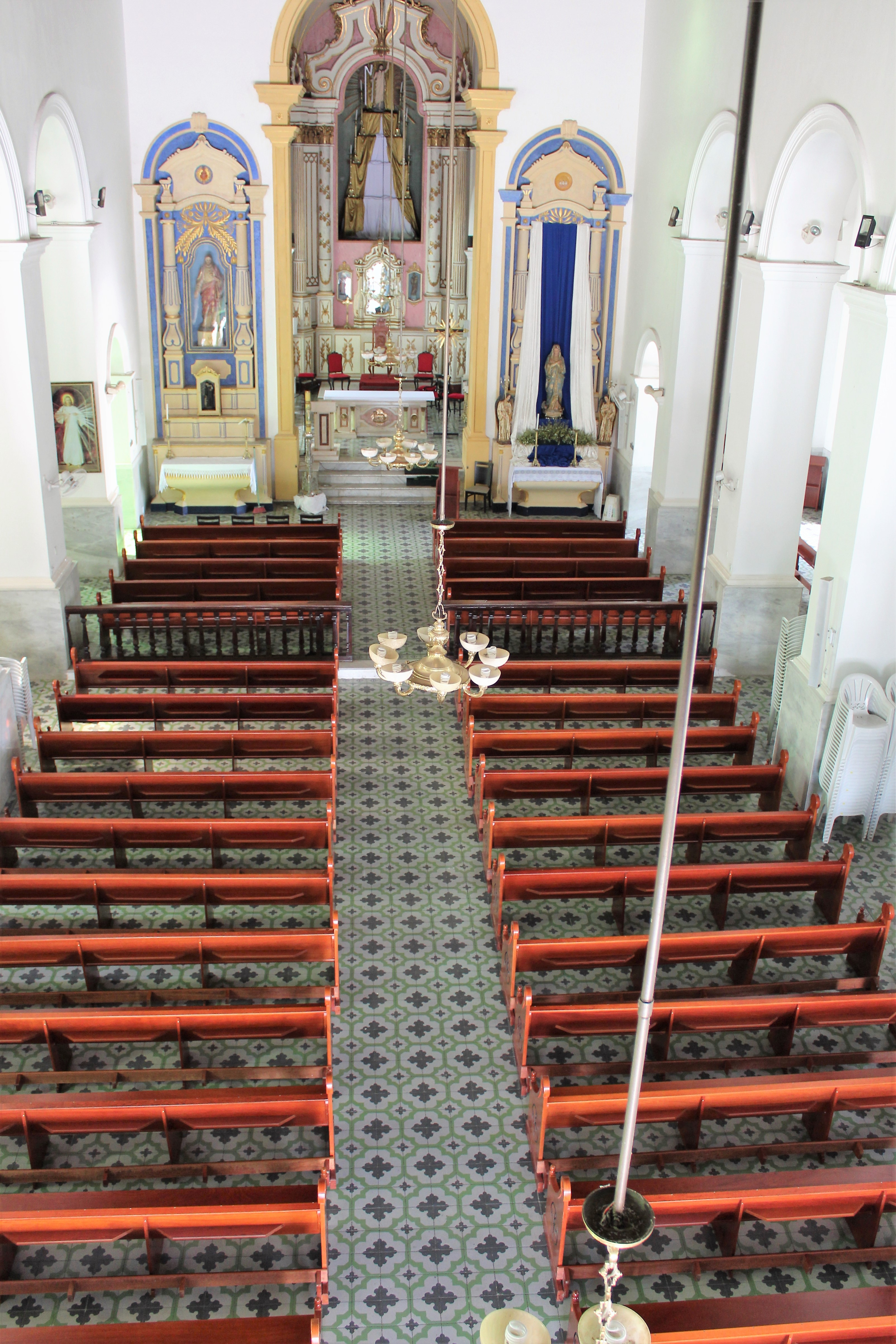
Navata centrale
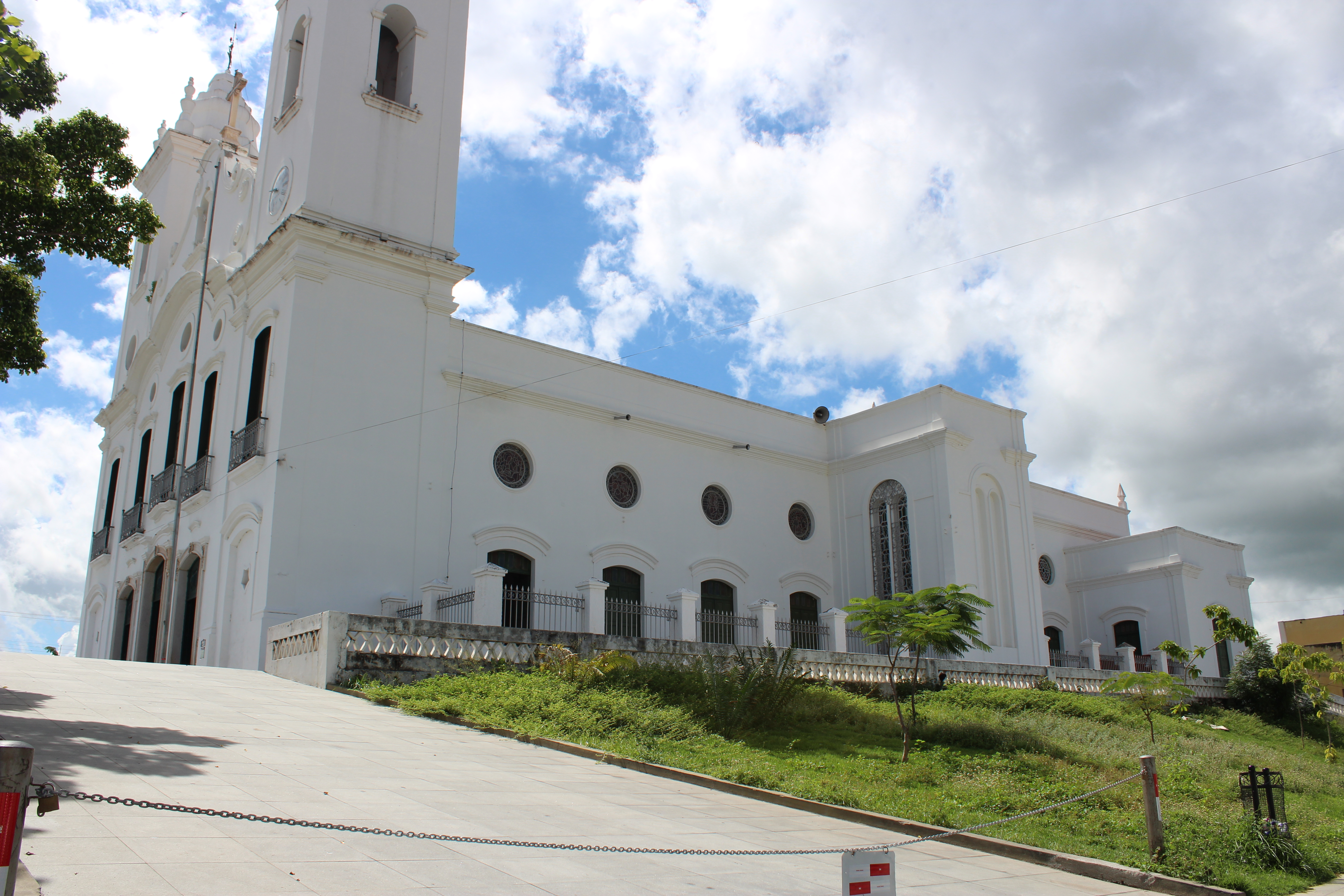
Vista laterale esterna.